# Cobian Backup
Cobian Backup je freeware (verze 8 dokonce opensource) software určený pro automatické i ruční zálohování složek a souborů. Zálohy lze ukládat na pevný disk, na jiný počítač v sítí nebo na FTP server. Zálohy lze naplánovat na přesný den a hodinu a zálohovaná data jsou komprimována do ZIP archivu. Aplikaci je taktéž možné spouštět jako službu na pozadí systému.

## Vlastnosti a funkce programu
- Lze spouštět jako službu nebo proces (automaticky po spuštění PC na všech uživatelských účtech).
- Lze zaheslovat přístup do konzole → uživatel bez hesla nemůže s programem nic dělat (ani nastavovat, ani vypnout).
- Podporuje všechny typy zálohování (úplná, inkrementální, diferenciální) → lze také nastavit maximální počet uchovávaných záloh, nebo jak často se má provádět v rámci inkrementální nebo diferenciální zálohy i záloha úplná.
- Automatický datum&čas v názvu zálohované složky.
- Podpora zálohování jak na lokálním síti, tak v síti LAN, tak i přes FTP.
- Možnost nastavit přesné časy zálohovány (denně, dny v týdnu, měsíčně, ročně, či dokonce intervaly (např. zálohovat každých 60minut)).
- Možnost zálohy ukládat do *.zip nebo *.7z, včetně podpory hesel a rozdělení zálohy na části.
- Možnost nastavení podmínek zálohovaných souborů (nezálohovat soubory ve složce starší než…, větší než…, menší než…).
- Možnost spustit, zapnout či vypnout před zálohováním a po zálohováním skripty, aplikace, atd.
- Funkce odesílání chyb/úspěchů záloh na e-mail.

## Typy zálohování
Program nabízí všechny běžné typy zálohování.
- Plná – program pokaždé zazálohuje veškeré určené soubory a složky a touto zálohou buď původní přepíše, nebo vytvoří novou složku s časovým razítkem.
- Inkrementální – program poprvé zazálohuje veškeré soubory a složky a poté při každé další záloze zálohuje soubory a složky změněné nebo vytvořené od poslední zálohy (i inkrementální) → pro obnovu dat jsou zapotřebí všechny zálohy (plná i všechny inkrementální).
- Diferenciální – program poprvé zazálohuje veškeré soubory a složky a poté při každé další záloze zálohuje soubory a složky změněné nebo vytvořené od poslední plné zálohy → pro obnovu dat je zapotřebí jen plná záloha a poslední diferenciální.
- Prázdná – program nezálohuje nic → lze využít na spuštění skriptů nebo např. vypnutí/restart počítače.

## Pokročilé možnosti zálohování
- Použití stínové kopie svazku – Program vytvoří stínovou kopii svazku z které pak zálohuje → lze zálohovat i právě otevřené/používané soubory a soubory zamknuté operačním systémem.
- Použití zrcadlení úlohy – Cílové úložiště se synchronizuje se zdrojem (soubory a složkami, které chceme zálohovat) a odstraní na cílovém úložišti soubory a složky, které byly na zdroji odstraněny (již neexistují).
- Použití absolutní cesty – Vytvoří zálohy s absolutní cestou (např.: C:\Documents and Settings\Uživatel\Plocha) → větší přehlednost při zálohování více souborů a jednodušší obnova. Na druhou stranu nepřehledné při zálohovaní menšího množství složek.
- Vytváření záloh s časovým razítkem – Zálohy se ukládají jednotlivě a jejich název obsahuje datum a čas, kdy byly pořízeny.
- Určení kalendáře záloh – Určí se kdy se má záloha provádět (dny v týdnu čas, popřípadě po jakých intervalech).
- Komprimování zálohy – Nastaví se, jestli se mají soubory nějak komprimovat, případně zaheslovat.
- Vyloučení souborů – Nastaví se jaké soubory mají být ze zálohy vyloučeny podle daných pravidel (ať už podle velikosti, stáří, či typu souboru.
- Spuštění před a po zálohovací činností – Určí se jaké programy, služby atd. se mají spouštět před zálohováním a po něm.

## Stažení
Nejnovější verze je ke stažení na oficiálních stránkách.